# Erebunifästningen

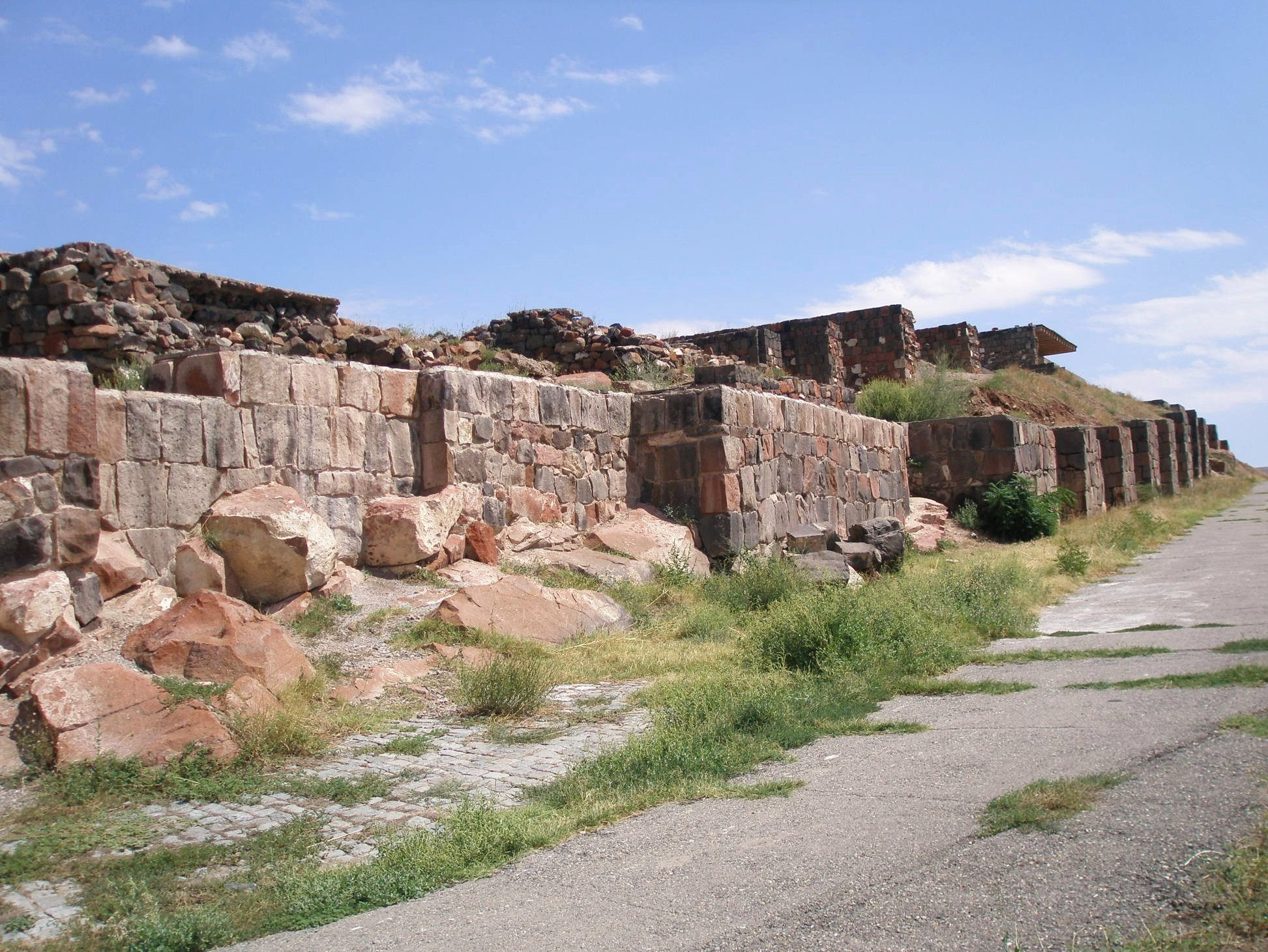
Erebunis yttre murar.

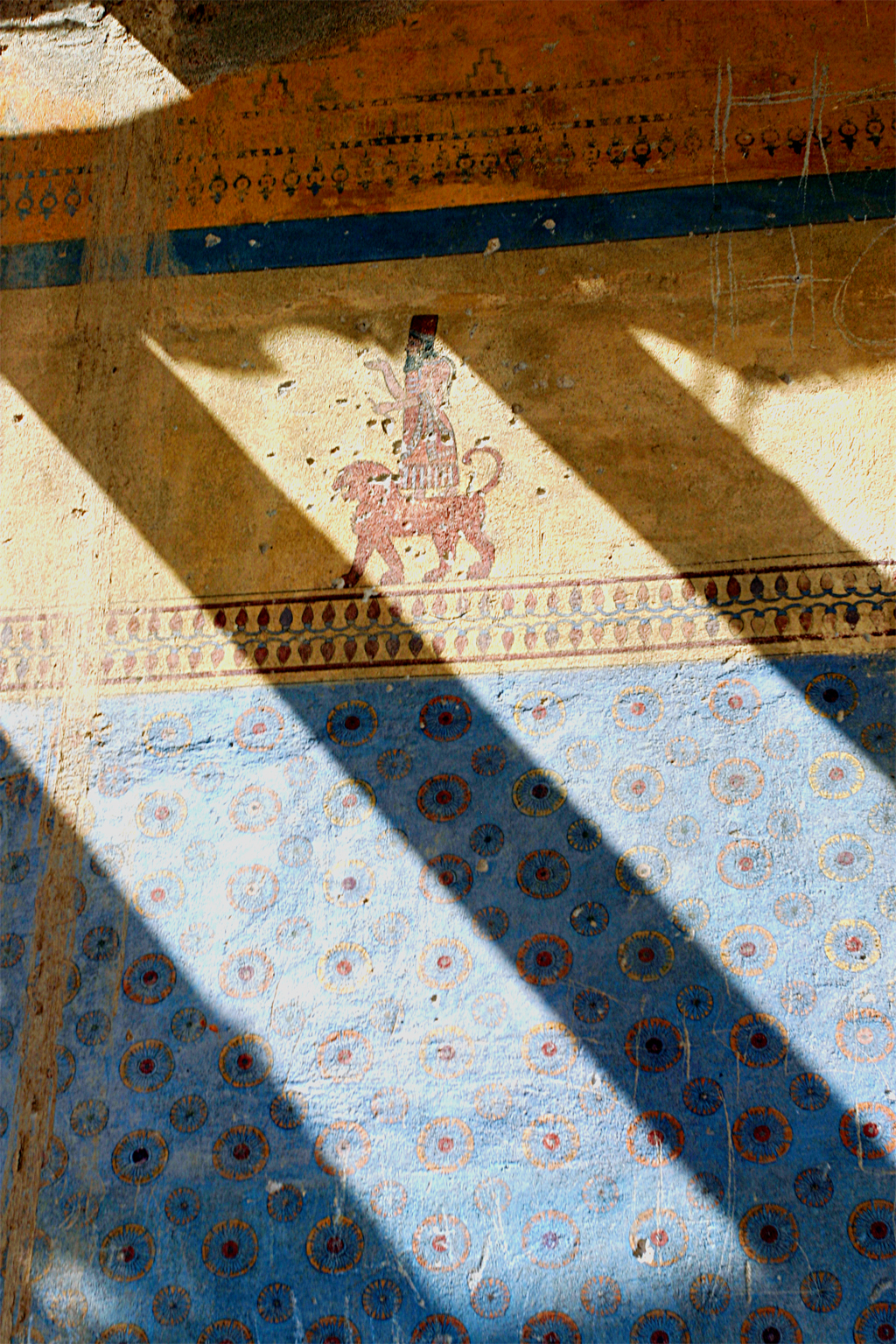
Moderna reproduktioner av gamla väggmålningar i Erebunifästningen.

Erebunifästningen (armeniska: Էրեբունի), också kallad Arin Berd (armeniska: Արին Բերդ, "Blodfästningen"), är en urartisk befäst stad, som ligger i distriktet Erebuni i Jerevan i Armenien, 1 017 meter över havet. Den var en av de urartiska befästningar som byggdes längs Urartus norra gräns och var ett av de viktigaste politiska, ekonomiska och kulturella centra i kungariket. Namnet Jerevan har sitt ursprung i Erebuni.

## Historia
Erebuni grundades år 782 före Kristus av den urartiska kungen Argishti I (omkring 785–753 före Kristus). En följande rad av kungar av Urartu hade Erebuni som sin residensplats under militärkampanjer mot invaderande fiender från norr och fortsatte att bygga upp fästningen. Kungarna Sarduri II och Rusa I utnyttjade också Erebuni som utgångspunkt för nya erövringskampanjer norrut. Under tidigt 500-tal föll det urartiska väldet samman under trycket av ständigt återkommande invasioner. 
Regionen kom därefter under kontroll av det Akamediska riket. Erebunis strategiska position minskade inte under denna tid, utan det var ett viktigt centrum för Satrapiet Armenien.
Trots otaliga invasionen av successiva utländska makter, övergavs aldrig staden helt och hållet, utan var kontinuerligt bebodd under de närmast följande århundraden. Den övergick så småningom i staden Jerevan nedanför kullen.

## Arkitektur
Erebunifästningen är byggd på toppen av den 65 meter höga kullen Arin Berd, på en strategisk position med överblick över Araratslätten. Den låg också ovanför den tättbebyggda urartiska bostadsbebyggelse vid foten av kullen. Huvudentrén till fästningen låg på kullens mer långsluttande sydöstra sida. Den ledde till fästningens centrala gård, där den kungliga vaktens ceremonier avhölls. 
På gårdens sydvästliga del fanns ett tempel till guden Haldi. Templet var avlångt med trappor som ledde till taket på ett torn av ziggurattyp och med en hall på det lägre våningsplanet. Hallen omgavs av en portik med dubbla rader med tolv kolonner med bänkar längs väggarna. Vid den vänstra väggen från ingången räknat fanns ett offeraltare. Väggarna var utsmyckade med färgrika fresker, vilka visade avbildningar av människor, gudar, geometriska mönster och blommönster. En av freskerna avbildar guden Khaldi stående på ett lejon hållande en vakt med sin vänstra hand och med en hornbeprydd krona på huvudet.

## Utgrävningar
Tidiga utgrävningar skedde under 1800-talet, medan mer systematiska utgrävningar påbörjades först 1952 under ledning av Armeniens vetenskapsakademis Arkeologiska och Etnografiska Institut och Pusjkinmuseets Styrelse för bevarande och restaurering av arkeologiska monument. Det arkeologiska arbetet leddes av Konstantine Hovhannisyan (1911–1984) och Boris Pjotrovskij (1908–1990). Under utgrävningarnas tidiga fas till 1968 grävdes Argishtis palats, den kungliga hallen, templen och fler än ett hundra rum ut. Fragment av muralmålningar avtäcktes och befanns målade med religiösa motiv, bland andra processioner, heliga djur och livsträd, liksom scener av vardagsliv som jakt, uppfödning av boskap och jordbruk. 
Åtskilliga kilskriftstavlor av basalt har grävts fram i fästningen. 
År 1968 grundades Erebunimuseet, vilket sammanföll med 2.750-årsjubileet av Jerevans grundande.

## Bildgalleri

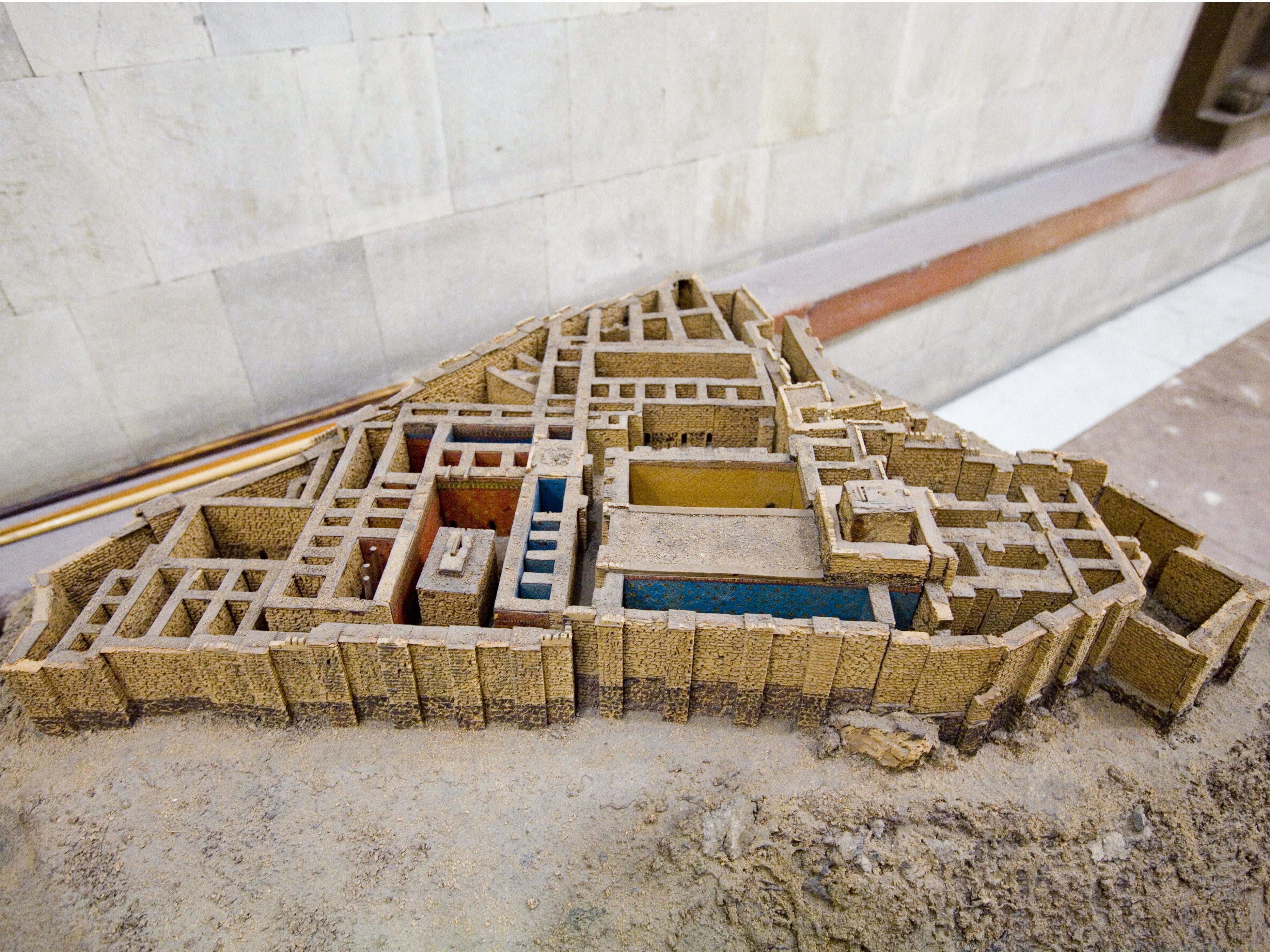
Modell av Erebunifästningen
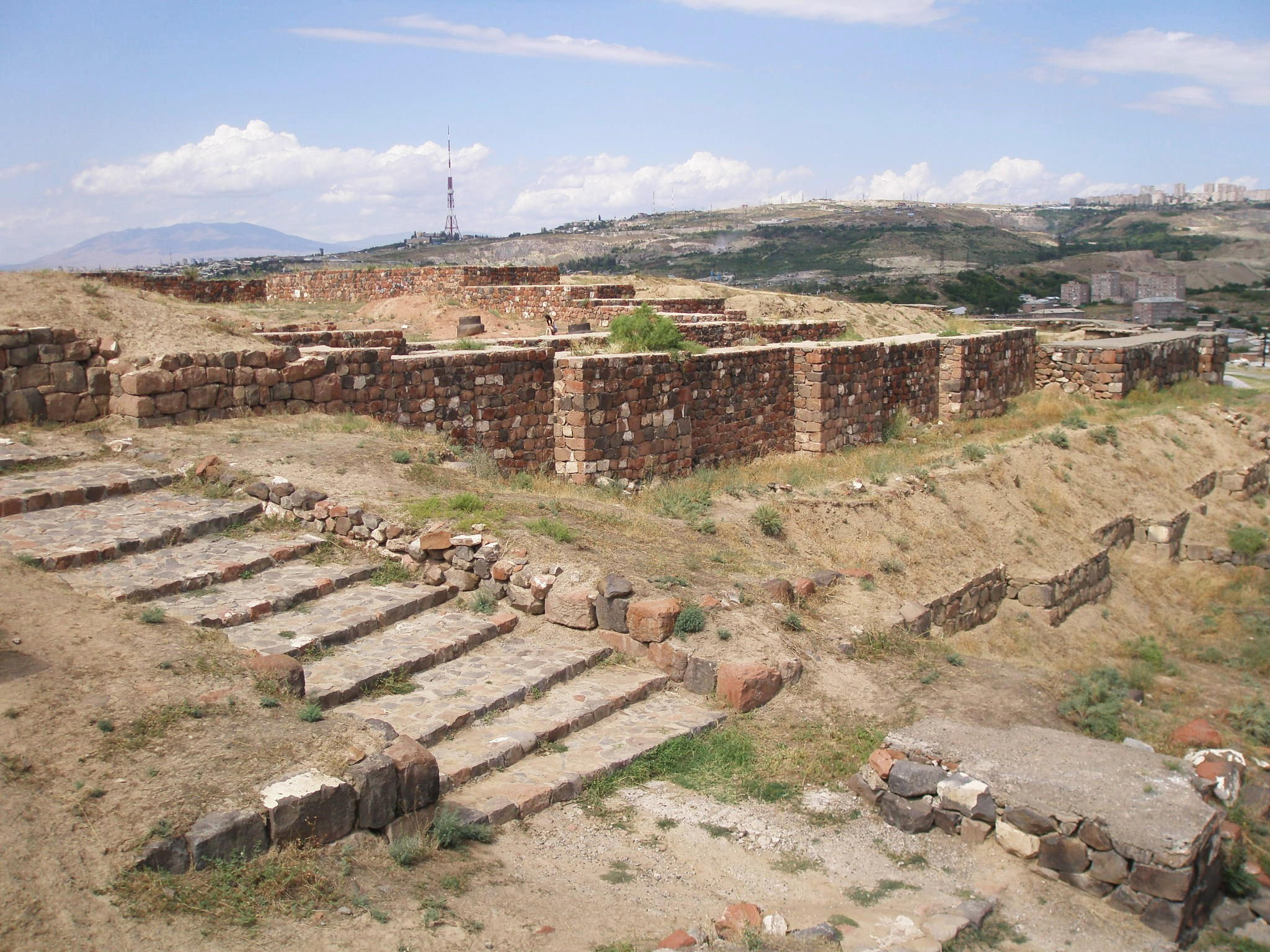
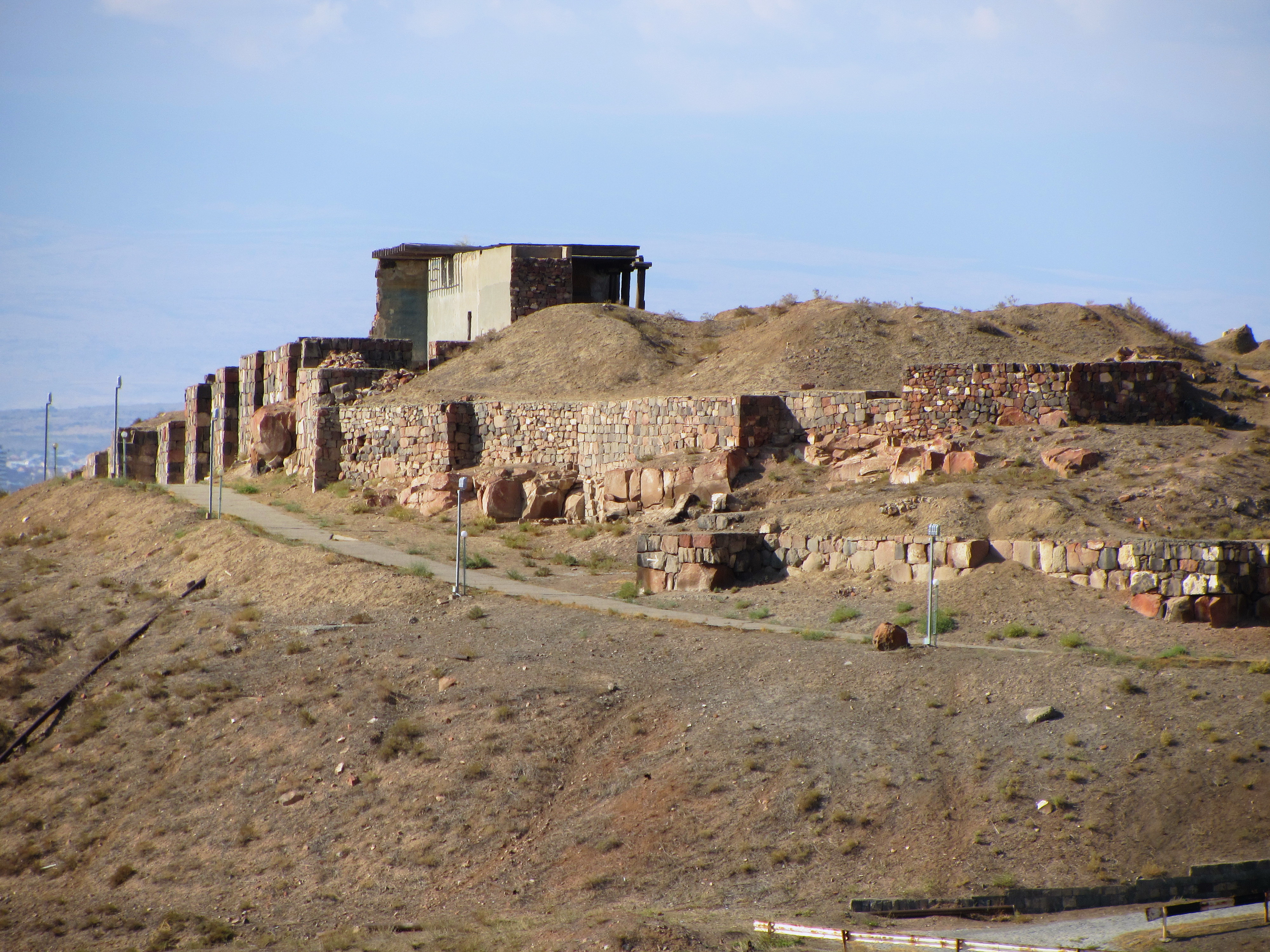
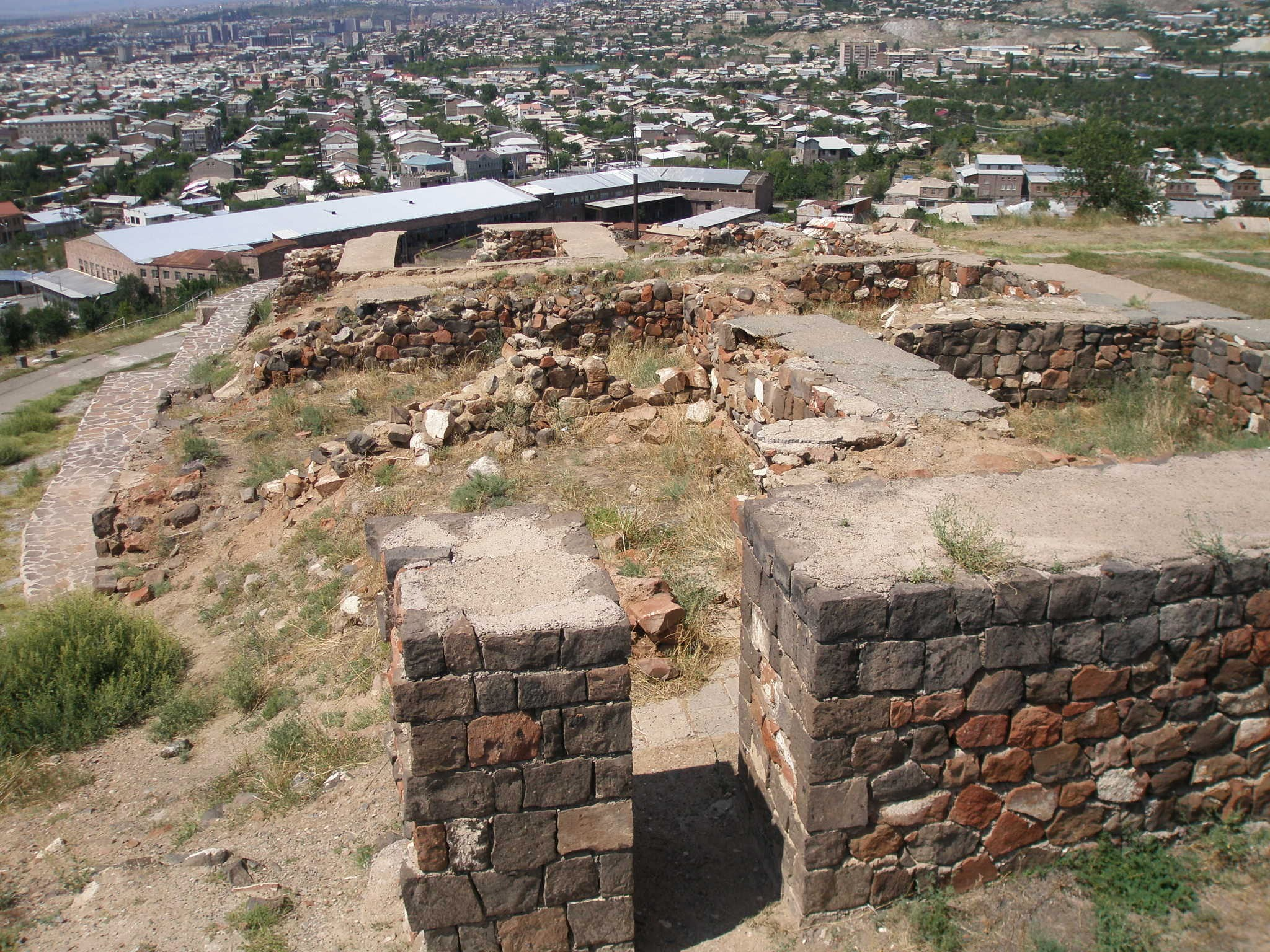
Fästningens inre murar med Jerevan nedanför
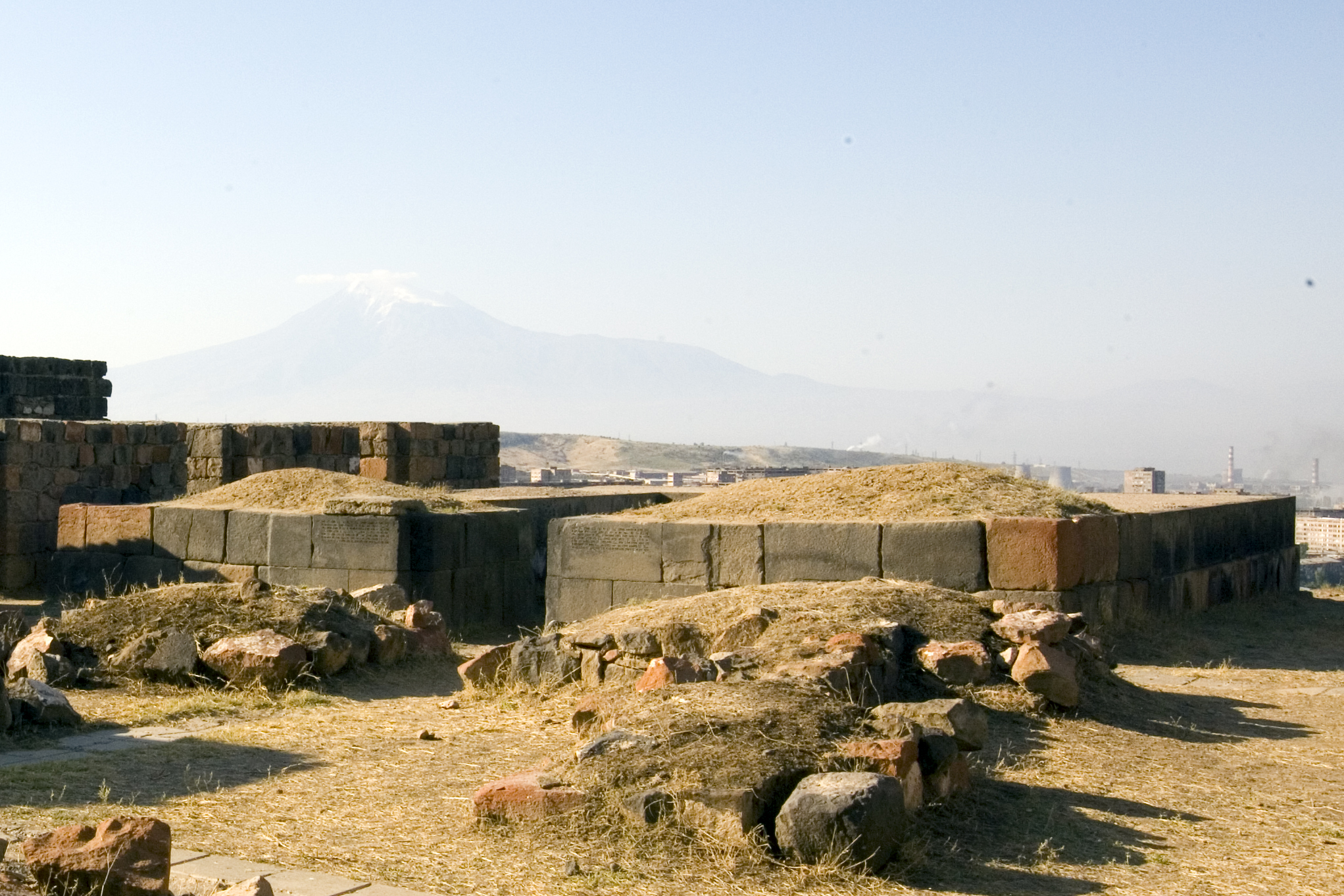
Susitemplet
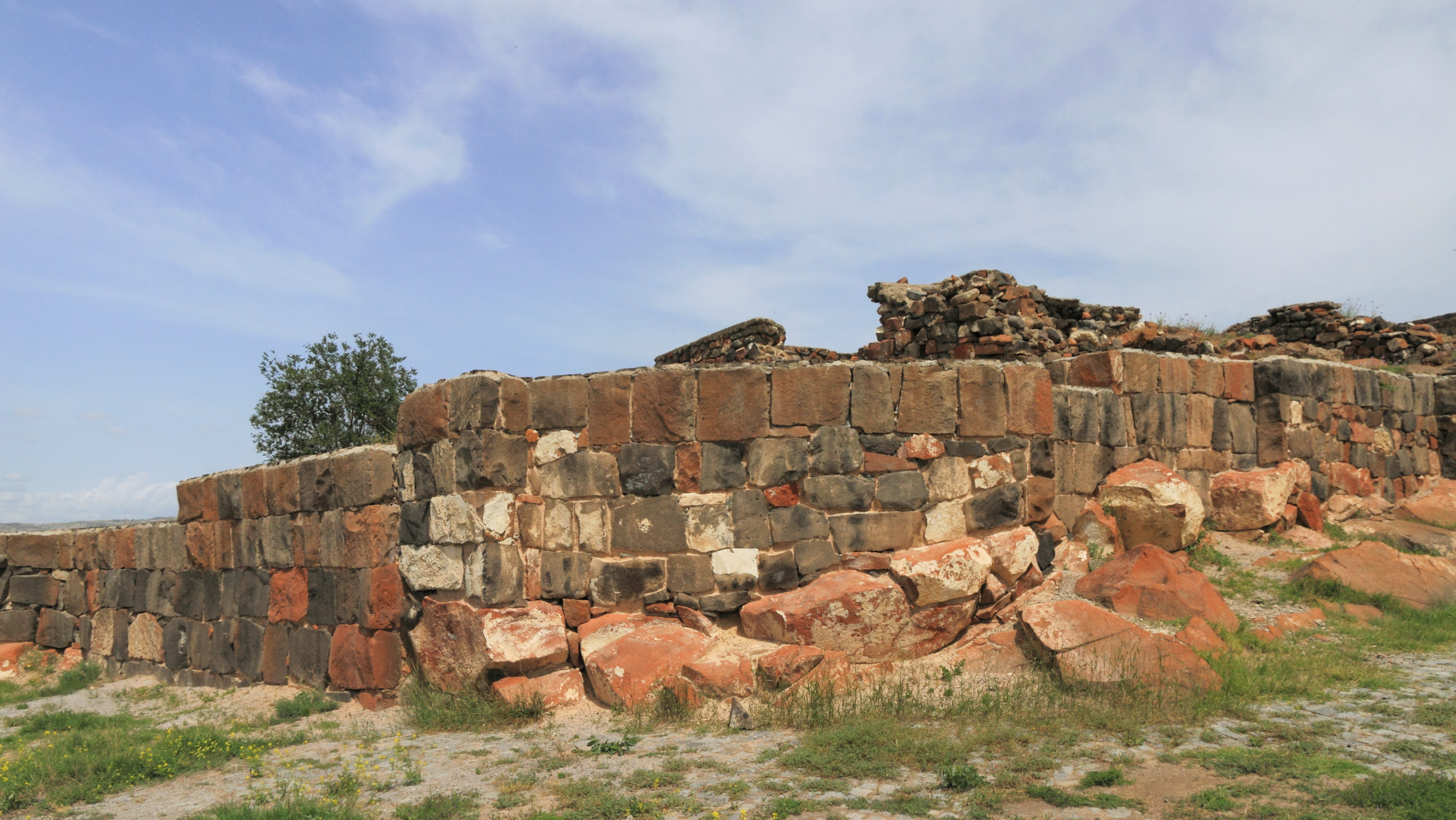
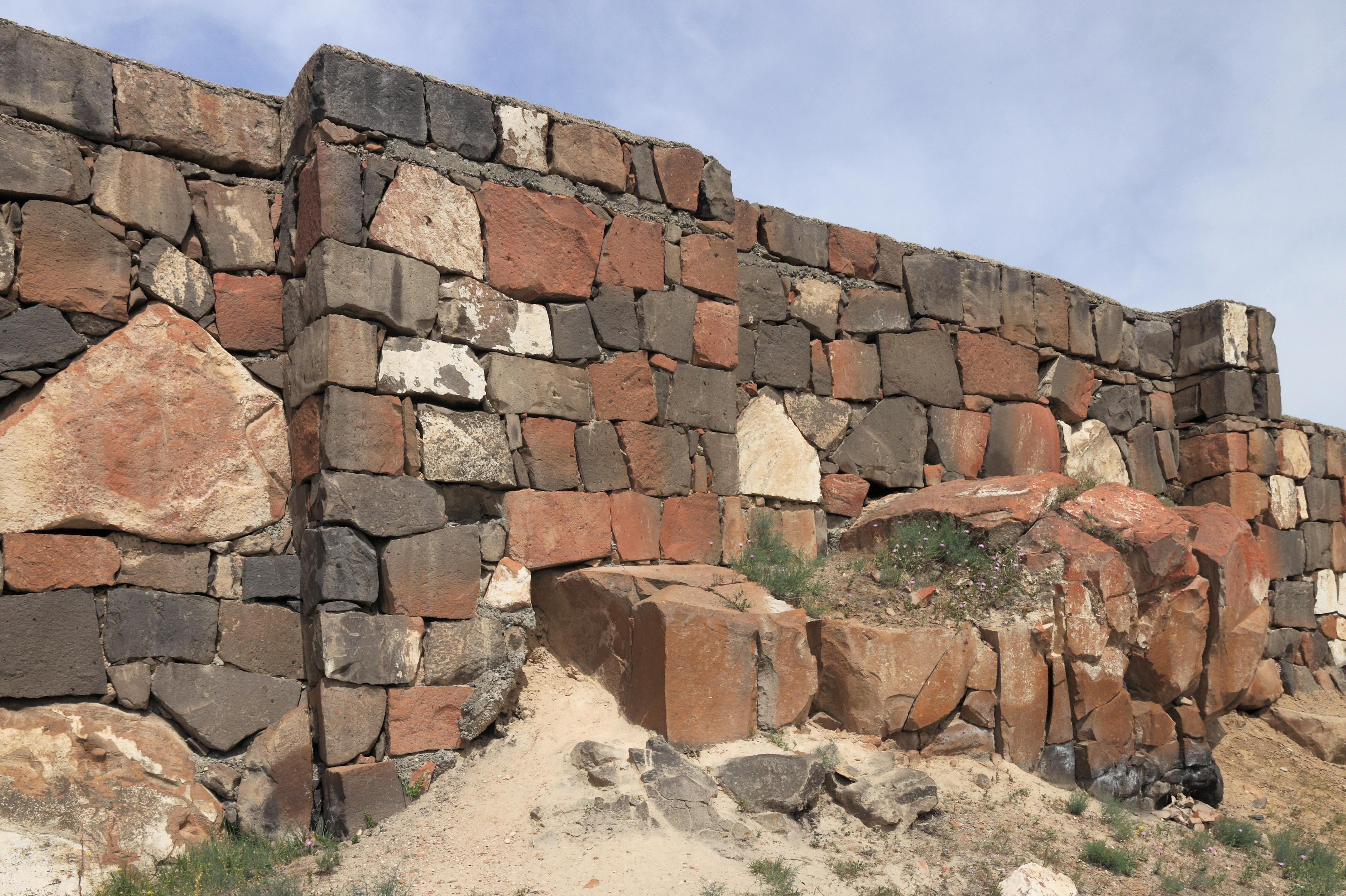